# United Parcel Service
United Parcel Service Inc. (: UPS), за кога се често користи једноставна скраћеница UPS, је највећа светска компанија за доставу пошиљки, која у више од 200 држава и територија свакодневно достава 14 милиона пакета.
Недавно је своју делатност проширила на логистику и друге области везане уз транспорт. Седиште јој је у Сенди Спрингсу у САД.
UPS је добро позната по својим смеђим камионима, интерно познатим као доставна возила (зато је и настао надимак за компанију "Велика смеђа машина", а исто тако се, због реклама везаних за Наскар, користи и "Кола #88"). Смеђа боја коју UPS користи на својим возилима и униформама је позната као UPS смеђа, а одабрана је јер се пре тога користила на вагонима за спавање компаније Пулман те сматрала професионалном и елегантном. Смеђа боја такође крије прљавштину и не привлачи пажњу. UPS-ови пословни клијенти нису хтели привлачити пажњу на чињеницу да UPS доставља њихов намештај и другу скупоцену робу, а не њихов властити транспорт. UPS је смеђу боју регистровао као заштитни знак, чиме се остале достављачке компаније спречавају да је користе као властити бренд. UPS такође влади своју авиокомпанију Шаблон:Airline codes.
У априлу 2003. године UPS је открио нови лого, заменивши сада већ легендарни пакет и штити оригинално дизајниран године 1961. од стране Паула Ранда. Нови лого садржи велика слова "U" i 'S" с иронично маленим "p" у средини. Такође је скратио свој назив с "United Parcel Service" на једноставно "UPS."
Највећи конкуренти су му USPS, FedEx и DHL. Кроз историју је UPS имао конкуренцију само од стране USPS-а на јефтином тржишту копнене доставе. Међутим, 2000. године је FedEx продро на то тржиште с аквизицијом RPS-а (оригинално Roadway Package System) и давши му бренд FedEx Ground. Уз то је 2003. године DHL узео и Airborne Express. Ове аквизиције су знатно појачале присуство DHL-а у САД, што је повећало конкуренцију и у области копнене доставе.
UPS је ушао у послове превоза тешког терета куповином Menlo Worldwide Forwardinga, бивше подружнице Menlo Worldwideа, којој је дат нови бренд UPS Supply Chain Solutions. Куповина је најављена 20. 12. 2004; цена је износила 150 милиона долара и преузимање 110 милиона долара дугорочног дуга. Menlo Worldwide је био наследник Emery Worldwideа. Emery је остао без дозволе за летове након што се 13. 8. 2001. DC-8-71F срушио у Северној Калифорнији.
5. 8. 2005. UPS је објавио довршетак аквизиције Overnite Transportationa за 1,25 милијарде долара. То су FTC и Overniteovi акционари одобрили 4. 8. 2005. Дана 28. 4. 2006, Overnite је службено постао UPS Freight.